# Il signore dello zoo
Il signore dello zoo (Zookeeper) è un film del 2011 diretto da Frank Coraci.

## Trama
Dopo aver subito un trauma amoroso quando la fidanzata Stephanie si è rifiutata di sposarlo di fronte alla più romantica delle cornici, Griffin è tornato a svolgere con passione il suo lavoro come guardiano del Franklin Park Zoo di Boston, in mezzo agli animali che ama tanto e dai cui è amato a sua volta. Cinque anni più tardi, ritrova per caso la sua ex alla festa di fidanzamento del fratello e torna in crisi, iniziando a pensare che abbandonare l'amato lavoro come guardiano per cominciare a vendere auto di lusso assieme al fratello rappresenti l'unico modo per conquistare una donna come Stephanie. Una volta diffusa la notizia, gli animali dello zoo si riuniscono per trovare una soluzione e decidono di aiutare Griffin a riconquistare la sua ex. Per farlo, gli impartiranno lezioni di corteggiamento animale e gli sveleranno il più grande segreto della zoologia: gli animali sanno parlare.

## Distribuzione
Negli Stati Uniti il film è uscito l'8 luglio 2011, mentre in Italia è stato pubblicato come direct-to-video il 2 dicembre 2011, sebbene in origine fosse previsto nelle sale italiane il 2 settembre precedente.

## Accoglienza

### Incassi
Il film ha incassato 169.852.759 dollari in tutto il mondo.

### Critica
Il film ricevette critiche piuttosto negative. Sull'aggregatore Rotten Tomatoes, il film ha un indice di gradimento solo del 14% basato su 133 recensioni professionali con un voto di 3.60/10. Il sito dichiara: "Zookeeper rovina il ruolo di Kevin James con una sceneggiatura orrenda e un ampio uso di battute inadeguate per i giovani spettatori che sarebbero incuriositi dalla sua trama per bambini." Su Metacritic, Il film ha un punteggio di 30 su 100 basato su 29 critici, ricevendo recensioni "generalmente negative". CinemaScore diede al film un voto "B+" in una scala da A+ a F.

## Riconoscimenti
- 2011 - Teen Choice Awards
  - Candidatura per la miglior attrice (estate) a Rosario Dawson
- 2011 - ASCAP Film and Television Music Awards
  - Miglior colonna sonora in un film a Rupert Gregson-Williams